# アーデルグンデ (小惑星)
アーデルグンデ (647 Adelgunde) は小惑星帯に位置する小惑星である。ハイデルベルクでアウグスト・コプフによって発見された。
バイエルン王国の王女アーデルグンデにちなんで命名された。